# Gare de Kaipiainen
La gare de Kaipiainen (en finnois : Kaipiaisten rautatieasema) est une gare ferroviaire finlandaise située dans le quartier Kaipiainen à Kouvola.

## Histoire
La gare de Kaipiainen fait partie des sites culturels construits d'intérêt national en Finlande répertoriés par la direction des musées de Finlande tant dans l'inventaire publié en 1993 que dans la version mise à jour de l'inventaire de 2010.